# Уокер, Мюррей
Марри (Мюррэй) Уокер (англ. Murray Walker, 10 октября 1923, Бирмингем, Уорикшир — 13 марта 2021, Фордингбридж, Юго-Восточная Англия) — английский журналист и телекомментатор. Наиболее известен как комментатор гонок «Формулы-1». Большую часть своей карьеры он проработал на канале Би-би-си, но когда тот потерял договор на трансляции гонок, перешедший к компании ITV, Уокер продолжил свою комментаторскую деятельность уже на новом канале. Он комментировал прямые трансляции Формулы-1 на Би-би-си с 1976 по 1996 год и на ITV с 1997 по 2001 год.
За свои 23 года работы в качестве комментатора, Уокер стал известен своим оживленным энтузиазмом, авторитетным голосом и комическими оплошностями во время живых трансляций, которые фанаты окрестили «мюррейизмом». Его комментаторский голос можно сравнить с «завораживающим визгом 500-кубового двигателя, который набирает оборот». Он ушел в отставку после Гран-при США 2001 года, но изредка возвращался к трансляциям в 2005 году и время от времени появлялся на BBC, Channel 4 и Sky Sports F1.

## Ранние годы
Уокер родился 10 октября 1923 года в Холл-Грин, Бирмингем, Англия. Его семья имеет шотландское происхождение. Его отец, Грэм Уокер, был гонщиком в Norton Motorcycle Company и участвовал в мотоциклетных гонках Isle of Man TT. Его мать, Элси Спратт, была дочерью Гарри Спратта, бизнесмена из Бедфордшира. Уокер был единственным ребенком в семье. В 1925 году Уокер и его семья переехали в Вулвергемптон. В 1928 году семья переехала в Ковентри.
Он учился в одной из ведущих частных лондонских школ — Highgate School (Хайгейт Скул). После начала Второй Мировой войны, Уокер и его сокурсники были эвакуированы в Уэстворд Хо, Юго-Западная Англия. 1 октября 1942 года он вступил в ряды Королевского бронетанкового корпуса.
Позже Уокер окончил Королевское военное училище и был зачислен в полк Шотландских Серых. Затем он был командиром танка «Шерман» и участвовал в Маас-Рейнской операции в составе 4-й бронетанковой бригады. Он ушёл в отставку в звании капитана.
После войны Уокер пошёл по стопам своего отца, занявшись мотогонками, соревнуясь, среди прочих, с молодым Джоном Сёртисом. Затем принимал участие в мотоциклетных испытаниях, где добился большого успеха, в том числе взял золото на Международном шестидневном соревновании.
Непродолжительное время посещал Технический институт Рохэмптона, где изучал управление судоходством, а затем работал в рекламном отделе Dunlop. Затем его наняло креативное агентство Макканн Эриксон, где он занимал должность руководителя отдела аккаунт-менеджеров. Затем он был нанят в качестве директора по работе с клиентами в рекламное агентство Masius, среди клиентов которого были компании British Rail, Vauxhall Motors и Mars, для которого они создали слоган «Марс в день помогает вам работать, отдыхать и играть». Уокер неоднократно отрицал приписывание слогана себе, говоря, что он был всего лишь администратором проекта. Он ушёл на пенсию в возрасте 59 лет, получив известность как комментатор. Он также некоторое время сам участвовал в мотогонках.

## Карьера комментатора
Уокер совершил свою первую публичную трансляцию на соревновании по подъёму на холм Шелсли Уолш в 1948 году. Уокер комментировал гонки вместе с теннисным комментатором Максом Робертсоном, и его первая радиотрансляция состоялась на Гран-при Великобритании 1949 года для Би-би-си.
Его дебютная телепередача состоялась в том же году, когда он комментировал соревнование по подъёму на холм на мотоциклетном стадионе Knatts Valley в Кенте. Его первая регулярная вещательная работа была связана с освещением по радио ежегодной мотоциклетной гонки Tourist Trophy на острове Мэн вместе со своим отцом. Они работали на Би-би-си вместе с 1949 по 1962 год. После смерти отца в 1962 году, он стал главным комментатором мотоциклетных гонок на Би-би-си.
В 1970-х он время от времени комментировал Формулу-1, а затем перешёл на полную ставку в сезоне 1978 года. Он освещал мотокросс (первоначально для ITV и Би-би-си) в 1960-х годах и ралли-кросс в 1970-х и начале 1980-х годов. Уокер освещал Чемпионат Великобритании среди легковых автомобилей (BTCC) для Би-би-си с 1969 по 1971 год, а также с 1988 по 1997 год, а также Гран-при Макао для гонконгского телевидения девять раз. Он присоединился к команде комментаторов Channel 7 австралийской гонки «Батерст-1000» в 1997 и 1998 годах. Когда Би-би-си начал транслировать дополнительные виды автогонок, он комментировал Формулу-3, Форд Формулу и гонки на грузовиках.
Уокер работал совместно с Джеймсом Хантом, участвуя в трансляциях Гран-при Монако 1980 года и Гран-при Канады 1993 года. Уокер и Хант проработали вместе на Би-би-си более десяти лет, пока Хант не умер от сердечного приступа через два дня после Гран-при Канады 1993 года в возрасте 45 лет.
После смерти Ханта бывший гонщик Формулы-1 и репортёр Би-би-си Джонатан Палмер присоединился к Уокеру в комментаторской ложе до конца 1996 года. В следующем году телевизионные права на британское телевизионное освещение перешли к ITV, и Уокер последовал за ним.
В одном из своих интервью он признался, что в его комментаторской карьере ему больше всего запомнилась гонка Гран-при Испании 1986 года, в которой англичанин Найджел Мэнселл выдал выдающуюся концовку, обогнал многих соперников, а на финише опередил и лидировавшего Айртона Сенну, но нос болида бразильца в момент пересечения финишной линии оказался на 70 см впереди. Это был один из самых плотных финишей в истории Формулы-1, разрыв между Сенной и Мэнселлом составил всего 0,014 секунды.
Уокера продолжал освещать Чемпионаты Великобритании среди легковых автомобилей, до тех пор, пока в мае 1997 года не истёк его контракт. Уокер решил не продлевать свой контракт с Би-би-си в 1998 году, чтобы сосредоточиться на трансляциях ITV на Формуле-1.
В 1988 году Уокер появился в двух телевизионных рекламных роликах вместе с актером Эриком Айдл. В 1996 году в рамках глобальной рекламной стратегии Pizza Hut, он и пилот Формулы-1 Дэймон Хилл рекламировали новую пиццу.
На Гран-при Германии 2000 года Уокер ошибочно сказал, что пилот Ferrari Рубенс Баррикелло разбился, хотя на самом деле это был его товарищ по команде Михаэль Шумахер. Это привело к критике его частых ошибок, Daily Mail посвятил этому целую статью. Это побудило Уокера поговорить со своим боссом в ITV Sport о своем будущем. Он заявил спортивному руководителю телекомпании, Брайану Барвику, что хочет уйти на пенсию. Барвик предложил Уокеру прокомментировать еще один сезон, а затем окончить свою карьеру. Уокер объявил прессе о своем уходе из Формулы-1 в декабре 2000 года. Берни Экклстоун, руководитель «Формулы-1», предложил Уокеру транслировать его репортажи по всемирному телевидению, но это предложение было отклонено. Его последним полноценным телевизионным эфиром Формулы-1 был Гран-при США 2001 года.

## Личная жизнь
В 1955 году женился на Элизабет. У пары не было детей. В июне 2013 года у него была диагностирована лимфома. Он прошел шестимесячный курс интенсивной химиотерапии.
Он умер 13 марта 2021 года в возрасте 97 лет.